# Reflection (album Fifth Harmony)
Reflection – debiutancki album studyjny amerykańskiego girlsbandu Fifth Harmony. Wydawnictwo ukazało się 30 stycznia 2015 roku nakładem wytwórni muzycznej Epic oraz Syco Music. Promocję albumu rozpoczęto w lipcu 2014 roku, wraz z premierą pierwszego promującego singla – „Boss”. Kolejnym singlem został utwór „Sledgehammer”. 2 marca 2015 roku ukazał się ostatni singel „Worth It”, kompozycja w Polsce zajęła m.in. 3. miejsce w notowaniu AirPlay – Top. Krążek uzyskał status podwójnej platynowej płyty w Brazylii oraz złotej płyty w Stanach Zjednoczonych i w Polsce.

## Lista utworów
| Reflection — Edycja standardowa | Reflection — Edycja standardowa | Reflection — Edycja standardowa                                                                                       | Reflection — Edycja standardowa             | Reflection — Edycja standardowa |
| Nr                              | Tytuł utworu                    | Autorzy | Produkcja                                   | Długość                         |
| ------------------------------- | ------------------------------- | --- | ------------------------------------------- | ------------------------------- |
| 1.                              | „Top Down”                      | Linnéa Deb, Joy Deb, Anton Malmberg Hård af Segerstad, Maurice Simmonds                                               | The Family                                  | 3:40                            |
| 2.                              | „Boss”                          | Eric Frederic, Joe Spargur, Daniel Kyriakides, Gamal Lewis, Jacob Hindlin, Taylor Parks                               | Ricky Reed, Joe London Daylight, Parks      | 2:51                            |
| 3.                              | „Sledgehammer”                  | Jonas Jeberg, Meghan Trainor, Sean Douglas                                                                            | Jeberg, Harvey Mason, Jr.                   | 3:50                            |
| 4.                              | „Worth It (featuring Kid Ink)”  | Priscilla Hamilton, Mikkel Storleer Eriksen, Tor Erik Hermansen, Ori Kaplan                                           | Stargate, Kaplan                            | 3:44                            |
| 5.                              | „This is How We Roll”           | Katherine Nestel, Tinashe Sibanda, Nelly K, Mike Molina, Lukasz Gottwald, Theron Thomas, Henry Walter                 | Dr. Luke, Cirkut, Tommy Parker              | 4:32                            |
| 6.                              | „Everlasting Love”              | Victoria Monét, Shane Stevens                                                                                         | Tommy Brown, Travis Sayles                  | 3:04                            |
| 7.                              | „Like Mariah (featuring Tyga)”  | Jonathan Rotem, Raja Kumari, Justin Tranter, Michael Nguyen-Stevenson, Mariah Carey, Jermaine Dupri, Manuel Seal, Jr. | J.R. Rotem, Dupri                           | 3:28                            |
| 8.                              | „Them Girls Be Like”            | James Abrahart, Monét, Sibanda                                                                                        | T-Collar, Monét, Emily Warren, Britt Burton | 2:42                            |
| 9.                              | „Reflection”                    | Julian Bunetta, Hindlin, Monét                                                                                        | Monét                                       | 3:08                            |
| 10.                             | „Suga Mama”                     | Trainor, Chris Aparri                                                                                                 | Flict                                       | 3:39                            |
| 11.                             | „We Know”                       | Monét, Kyle Stewart II, Bunny DeBarge                                                                                 | Brown, Monét                                | 2:57                            |
|                                 |                                 | |                                             | 37:35                           |